# ارته‌شاستره
آرته‌شَستره (Arthaśāstra) (که به نادرست آرتاشاسترا هم نوشته شده) یک رسالهٔ هندی باستان است با موضوع حکومت‌داری، سیاست اقتصادی، و راهبرد نظامی که به زبان سانسکریت نوشته شده است. واژهٔ آرته‌شَستره در سانسکریت به معنی رفاه‌شناسی است.
در متن این رساله نام مؤلفان آن کاتیلیا و ویشنوگوپتا ذکر شده است که هر دو سنتاً به عنوان نام‌های چاناکیا دانسته شده‌اند. چاناکیا در حدود ۳۵۰ تا ۲۸۳ پیش از میلاد می‌زیسته و از دانشوران تاکسیلا بوده است. او آموزگار محافظ امپراتور چاندراگوپتا مائوریا، بنیان‌گذار شاهنشاهی مائوریا بود.
این متن تا سدهٔ دوازدهم میلادی از متون بانفوذ به شمار می‌آمد تا این که در آن سده دیگر در دسترس نبود و ناپدید شد. متن آرته‌شَستره سرانجام در سال ۱۹۰۴ توسط «آر. شاماساستری» دوباره کشف شد و وی آن را در سال ۱۹۰۹ منتشر کرد. نخستین ترجمهٔ انگلیسی این متن در سال ۱۹۱۵ انتشار یافت.

## درون‌مایه
آرته‌شَستره پیرامون این بحث می‌کند که چگونه یک اقتصاد منسجم و کارآمد را می‌توان تحت یک حکومت خودکامه مدیریت کرد. این متن هم‌چنین به بحث دربارهٔ اخلاق در اقتصاد پرداخته و تعهدات و وظایف شاه را به بحث می‌گذارد. گسترهٔ موضوعات این متن اما بسیار بزرگ‌تر از حکومت‌داری و سیاستمداری است و چارچوبی برای کلیهٔ امور قانونی و دیوان‌سالاری به ادارهٔ یک پادشاهی به دست می‌دهد. در این متن هم‌چنین جزئیات مفصلی از جنبه‌های فرهنگی و موضوعاتی چون کانی‌شناسی، معدن‌کاری و فلزات، کشاورزی، دامداری، پزشکی، و بهره‌گیری از جانوران غیراهلی دیده می‌شود. آرته‌شَستره هم‌چنین به جستارهایی مرتبط با رفاه همگانی (نظیر شیوهٔ تقسیم دارایی‌ها در زمان وقوع قحطی) می‌پردازد و اخلاقیات مورد لزوم برای نگه داشتن انسجام جامعه را باز می‌نماید.

## گفتارهای آرته‌شَستره
کتاب آرته‌شَستره به ۱۵ گفتار بخش می‌گردد:
1. در باب انضباط
2. وظایف سرپرستان دولتی
3. در باب قانون
4. برطرف نمودن خارها
5. رفتار درباریان
6. منشأ ممالک خودگردان
7. پایان سیاست شش‌گانه
8. در باب پلیدی‌ها و مصائب
9. رفتار مهاجمان
10. در پیوند با جنگ
11. خط مشی بنگاه‌ها
12. در باب دشمنان قدار
13. تدابیر برای تسخیر دژها
14. شیوه‌های نهان
15. طرح‌ریزی یک رساله